# Keegan Bradley
Keegan Bradley (Woodstock, Vermont, 7 juni 1986) is een golfprofessional  uit de Verenigde Staten.
Bradley's vader Mark Bradley is head professional op de Jackson Hole Golf & Tennis Club net buiten Jackson, Wyoming, en zijn tante Pat Bradley werd als 12de golfster in 1991 in de LPGA Hall of Fame opgenomen. Bradley studeerde Sport Management aan de katholieke St. Johns Universiteit in New York en won acht toernooien in zijn studententijd, waaronder in zijn laatste jaar de Princeton Invitational, de Ironwood Invitational en de Palmas Del Mar Intercollegiate.

## Professional
Bradley werd na zijn studie in 2008 professional en begon op de Hooters Tour waar hij twee toernooien won. Op de Tourschool lukte het niet een spelerskaart voor de PGA Tour te halen.
In 2010 speelde hij op de Nationwide Tour. In de laatste weken van het seizoen steeg hij naar de 14de plaats van de rangorde zodat hij naar de PGA Tour van 2011 promoveerde.
In mei 2011 won hij de Byron Nelson door de play-off van Ryan Palmer te winnen. Hierdoor kwalificeerde hij zich voor de WGC - Bridgestone Invitational en de Masters spelen. De net 24-jarige Bradley genoot ervan om zijn eerste WGC toernooi te spelen met allemaal beroemde spelers in het veld; hij stond na twee rondes met drie anderen aan de leiding.
US PGA kampioenschap
In 2011 speelde Bradley zijn eerste Major, het Amerikaanse PGA-kampioenschap. Hij eindigde met een score van -8, net als Jason Dufner die als leider aan de laatste ronde begonnen was. De play-off was over drie holes. Na drie holes stond Dufner level par. Bradley won met -1 en mocht de zilveren Wanamaker Trophy in ontvangst nemen. Sinds Ben Curtis in 2003 het Brits Open won is hij de eerste speler die zijn eerste Major wint. Op de wereldranglijst steeg Bradley van de 329ste naar de 29ste plaats.
In 2012 speelde hij ook in Europa. Zijn eerste toernooi was het Iers Open. Bradley's moeder heeft Ierse voorouders die O'Brien heten, maar Keegan was nog maar één keer in Ierland geweest, toen hij zeven jaar was. In augustus won hij de WGC - Bridgestone Invitational in Ohio. Daarna stond hij in de top-30 van de wereldranglijst.

### Gewonnen
Hooters Tour
- 2008: Southern Dunes
- 2009: Texas Honing Open

PGA Tour
- 2011: HP Byron Nelson Championship, PGA Championship

Europese Tour
- 2012: WGC - Bridgestone Invitational

### Teams
- Ryder Cup:  2012